# Commission européenne des droits de l'homme
La Commission européenne des droits de l'homme était une émanation du Conseil de l'Europe et elle faisait partie, avec la Cour européenne des droits de l'homme, du système juridictionnel institué par la Convention de sauvegarde des droits de l'homme et des libertés fondamentales. Elle a siégé à Strasbourg de juillet 1954 à octobre 1999.
Le rôle de la commission était de recevoir les requêtes de tout État, individu ou organisation désirant porter plainte pour une violation à son encontre de la Convention de sauvegarde des droits de l'homme et des libertés fondamentales. Si la requête était jugée par la Commission comme étant recevable, la commission avait pour mission d'essayer d'établir un règlement à l'amiable. En cas de requête jugée recevable, et si un compromis à l'amiable n'était pas trouvé, la requête était transmise au jugement de la Cour européenne des droits de l'homme.
La première requête fut transmise à la Commission européenne des droits de l'Homme en 1955 et la Cour européenne des droits de l'homme a rendu son premier arrêt en 1960 (Lawless c/ Irlande 14 novembre 1960).
Depuis que la Cour européenne des droits de l'homme a été rendue permanente, le 1er novembre 1998, la commission a été supprimée et tout requérant peut, maintenant, joindre directement la Cour européenne des droits de l'homme.